# Bolinders diesel 1051/1052/1053/1054
Bolinders diesel 1051/1052/1053/1054 var dieselmotorer tillverkade av Bolinder-Munktell som användes i traktorer, som marinmotor och som stationär motor.

## Historia
Motorn började utvecklas eftersom Bolinder-Munktells gamla tändkulemotorer började vara föråldrade och en dieselmotor behövdes. Bolinder-Munktell försökte med flera olika motorer från andra tillverkare för att lära sig om dieselmotorer och bestämde sig för att basera sina dieselmotor på Volvos VDC dieselmotorer. Motorerna användes i traktormodeller som bl. a BM 230 Victor, BM 35/36 och BM 55 och var kända för sin låga bränsleförbrukning, goda segdragningsförmåga och hållbarhet. Motorn vidareutvecklades senare till BM 1113/1114 som användes i andra BM-traktorer.